# Сулівін Юрій Михайлович
Юрій Михайлович Сулівін (4 січня 1938, місто Таганрог Ростовської області, тепер Російська Федерація) — український радянський діяч, голова Луцького міськвиконкому Волинської області.

## Біографія
Народився у родині робітника. У 1961 році закінчив Київський інженерно-будівельний інститут.
Після закінчення в 1961 році інституту розпочав свою трудову діяльність в місті Луцьку спочатку старшим архітектором, а потім головним інженером Волинського міжколгосппроекту. У 1962—1966 роках працював головним інженером проекту Волинського філіалу «Діпроміст». Член КПРС.
Потім працював виконувачем обов'язків начальника відділу в справах будівництва і архітектури виконавчого комітету Волинської обласної Ради депутатів трудящих, заступником голови та головним інженером Волинського обласного міжколгоспного об'єднання по будівництву.
У листопаді 1970 — червні 1975 р. — директор Волинського філіалу проектного інституту «Укрколгосппроект».
У червні 1975 — грудні 1979 р. — голова виконавчого комітету Луцької міської ради народних депутатів Волинської області.
З 1980 року працював на відповідальній роботі у Волинському обласному відділі в справах будівництва і архітектури.
Потім — на пенсії у місті Луцьку.

## Нагороди
- орден «Знак Пошани»
- медаль «За доблесну працю. На ознаменування 100-річчя з дня народження Володимира Ілліча Леніна»
- медалі